# مقاطعة كولتشاغوا
مقاطعة كولتشاغوا (بالإسبانية: Provincia de Colchagua)‏ هي واحدة من ثلاث مقاطعات في إقليم أوهيغينز. عاصمتها مدينة سان فرناندو.